# サイクロプス (給炭艦)
サイクロプス（英語: U.S.S. Cyclops）は、1910年に進水したアメリカ海軍の給炭艦であった。1918年に大西洋のバミューダトライアングル付近で消息を絶ったが、その原因は約100年が経過した今日まで特定されていない。

## 概要

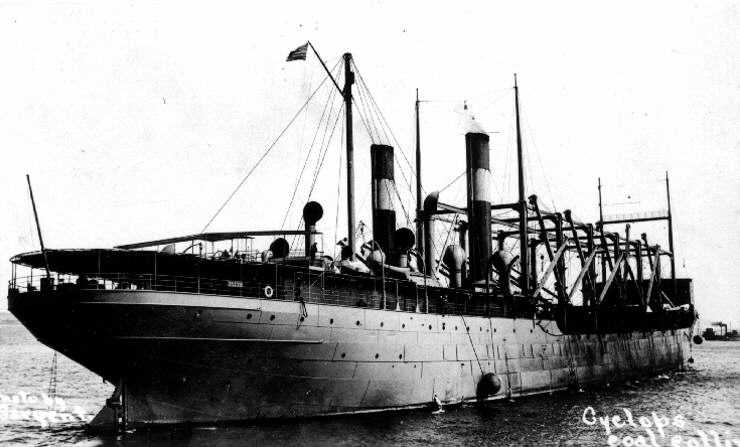
1913年に撮影されたサイクロプス

サイクロプスは全長165メートル、幅20メートルほどの大きさで1万トンを超える船であった。
艦名のサイクロプスはギリシャ神話のキュクロープスを英語読みして命名された。本船には無線通信装置も装備されていたのだが1918年2月に大西洋のバルバドスを出航した後、3月に消息を絶った。このことは当時の新聞で報道もされた。
後の捜索でも艦の残骸などは発見されず、この時乗船していた300人を超える人間の死体や遺品も発見されなかった。この時期は第一次世界大戦中でありドイツの潜水艦Uボートによって撃沈されたのではないかといった憶測もされたが、戦後の調査でドイツの関与を始め戦闘が原因での沈没などは否定された。他にも嵐などのために沈没したのではないか、艦体に構造的な欠陥があったために沈没したのではないか、艦内で反乱が起こったのではないかなどなど様々な憶測が飛び交った。しかしいずれの説もサイクロプスが残骸や死体を一切残さずにSOS信号も発信せずに消えた原因を満足に説明できなかった。
後に消えたサイクロプスを題材にした書籍などがいくつも世に送り出されていった。